# 캘리포니아 90006
"캘리포니아 90006"은 1976년 공개된 대한민국의 영화이다. 홍의봉(洪義峰) 원작의 동명소설을 합동영화사에서 영화화 판권을 사들여 영화로 제작하였다.

## 배역
- 고은아
- 황승진
- 한소룡
- 박노승
- 이동민
- 현애리
- 김순자
- 캐롤린 프롱슨
- 셀리 존스
- 헬렌 트리나
- 폴라 새드